# Вид Делфта

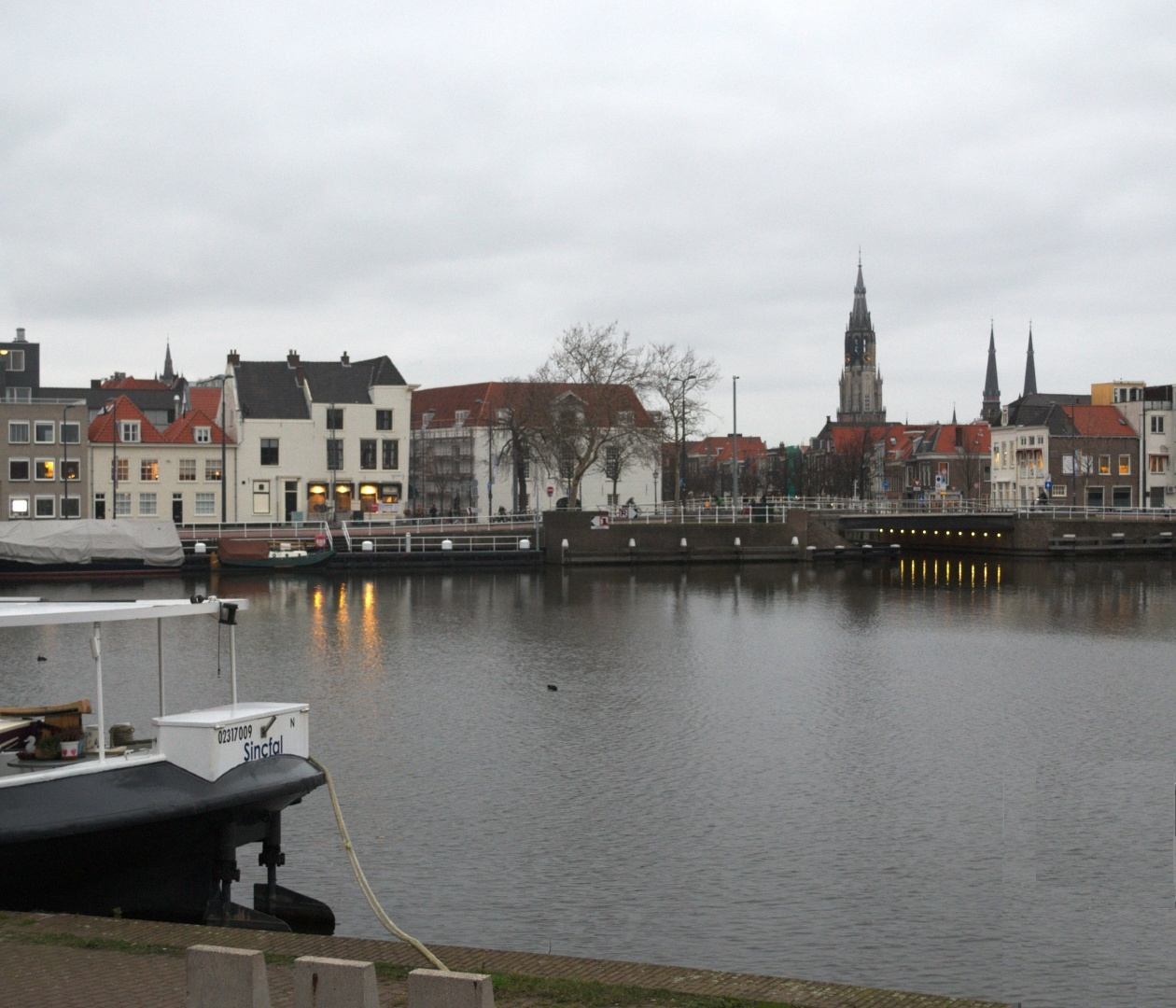
Современная фотография, сделанная предположительно с того места, с которого писал свой пейзаж Вермеер

«Вид Делфта» (нидерл. Gezicht op Delft) — одна из наиболее известных картин голландского живописца Яна Вермеера, на которой изображён родной для художника город Делфт. Является одной из самых больших по размеру картин Вермеера и одним из двух его известных пейзажей (другим является «Маленькая улица», 1657).

## Композиция картины
Вермеер показал город с юго-востока от канала реки Схи. Время действия — утро, солнце на востоке, часы на Схидамских воротах показывают 7 утра. Сравнивая эту картину с рисунками и гравюрами других авторов, можно сделать вывод, что Вермеер для более гармоничной композиции несколько изменил реальный вид Делфта, в частности, здания на самом деле были выше и уже. Слева направо изображены: пивоварня «Попугай», Кетельские ворота, Схидамские ворота, башня Новой Церкви, Роттердамские ворота. К настоящему времени сохранилось лишь здание арсенала (его крыша видна позади Схидамских ворот), остальные здания, изображённые Вермеером, не сохранились, даже обе церкви впоследствии были перестроены, шпиль Новой Церкви после пожара в 1872 году был заменён. Осталась неизменной только форма гавани.
Картина делится по горизонтали на четыре неравных пространственных плана: высокое небо, здания на противоположном берегу, вода и передний прибрежный план. Удивительного ощущения глубины пространства, создающего настроение покоя и умиротворённости, Вермеер достиг с помощью тональных и цветовых контрастов: тёмные облака в верхней части картины, спокойствие воды и просветлённость дальнего плана.
В правой части среднего пространственного плана, за тёмным силуэтом двубашенных городских ворот светится желтоватая стена. Эта деталь, придающая картине ещё большую глубинность, издавна волновала многих ценителей голландской живописи. В одном из эпизодов экстравагантного романа Марселя Пруста «В поисках утраченного времени» (1913—1927) писатель Берготт восхищается именно этой деталью картины — жёлтым пятном стены, которое «держит» всю композицию: «„Вот так мне надо было писать“, — думал он. Берготт вдруг ощутил, что его творчество стало слишком сухим и безжизненным, и он охотно променял бы все свои произведения на волшебную живопись этого жёлтого пятна». Этот эпизод использовал шведский писатель и искусствовед Петер Корнель в собственном произведении — воображаемых комментариях к несуществующей рукописи (1987) так называемого нелинейного письма, или интерактивной литературы. В данном случае мы видим феномен отражения изображения в слове.
Марсель Пруст писал об этой картине Вермеера, которую он видел в музее Гааги 18 октября 1902 года, своему другу, художественному критику Ж.-Л. Водуае: «С тех пор, как я увидел в Гааге „Вид Делфта“, я понял, что я видел самую прекрасную картину в мире» (письмо от 2 мая 1921 г.). В романе «Пленница» герой «В поисках утраченного времени» Берготт умирает на выставке, любуясь жёлтой стеной на этой картине.
В 1696 году знаменитая впоследствии ведута была продана за 200 гульденов. В 1822 году Маурицхёйс приобрёл картину уже за 2900 гульденов.
В 2011 году Королевский нидерландский монетный двор выпустил памятные серебряную и золотую монеты достоинством в 5 и 10 евро с изображением ведуты.